# Güelcom tu Colombia
Güelcom tu Colombia es una película de comedia colombiana de 2015 dirigida por Ricardo Coral y protagonizada por el humorista Hassam, que se encarga de interpretar varios papeles en la película. El reparto fue conformado además por Alexandra Restrepo, Inés Prieto, Yuli Pedraza y Julio Pachón. El nombre de la película es la pronunciación hispanizada de la frase en inglés "Welcome to Colombia" ("Bienvenidos a Colombia").

## Sinopsis
Rogelio Pataquiva, la profesora Alba Luz y el padre Alberto desean construir una escuela en su barrio. Para este fin organizan un evento de tejo para recoger los fondos que les permitan construir la escuelita. Finalmente, delegaciones de varios países del mundo como Estados Unidos, Arabia Saudita, Bolivia, Japón, México y Alemania se trasladan a tierras colombianas para asistir a los primeros "Juegos Tejolímpicos" de la historia de la humanidad.

## Reparto
- Hassam es Rogelio Pataquiva, Próculo Rico, el celador y el periodista.
- Alexandra Restrepo es Alba Luz.
- Tatiana Leiva es Samantha.
- Inés Prieto es Pilar.
- Yuli Pedraza es Patricia.
- Iván Gutiérrez es el padre Alberto.
- Julio Pachón es Chucky.
- Fernando Lara es Lucho.